# Pavlíkov
Pavlíkov (Duits: Paulshof of Paulshof in Böhmen) is een Tsjechische gemeente (městys) in de regio Midden-Bohemen en maakt deel uit van het district Rakovník.
Pavlíkov telt 1051 inwoners.

## Geografie
Pavlíkov ligt ongeveer 5 km ten zuiden van de stad Rakovník en ten westen van het beschermd natuurgebied van Křivoklát.
De volgende plaatsen behoren tot de gemeente:
- Pavlíkov
- Chlum
- Ryšín
- Skřivaň
- Tytry

De kerkelijke gemeente bestaat uit dezelfde plaatsen, met uitzondering van Ryšín wat onder de parochie van Rakovník valt.

## Geschiedenis
Het dorp werd gesticht ergens in de 14e eeuw, waarschijnlijk vóór 1341, tijdens het bewind van Jan van Luxemburg. Het dorp werd voor het eerst vermeld in 1422. Tot 1585 was er een landhuis dat behoorde tot het kasteel van Křivoklát.
Sinds 2000 is het dorp lid van de in 1999 opgerichte Balkanvereniging van gemeenten in Slabce. Pavlíkov is sinds 29 mei 2007 een gemeente.

## Verkeer en vervoer

### Wegen
De weg II/233 Rakovník - Panoší Újezd - Slabce - Radnice - Pilsen loopt door de gemeente.

### Spoorlijnen
Er is is Pavlíkov zelf geen spoorlijn of station. Het dichtstbijzijnde station is station Chlum u Rakovníka in Chlum aan spoorlijn 174 van Beroun naar Rakovník, 3,5 km ten noordoosten van Pavlíkov. 4 km ten noordwesten ligt station Lubná aan spoorlijn 162 van Rakovník naar Kralovice.

### Buslijnen
Het dorp wordt bediend door 1 buslijn van vervoerder Transdev Střední Čechy. Deze lijn rijdt op werkdagen 13 ritten vanuit Rakovník en stopt daarbij in Pavlíkov. In het weekend rijden er slechts 4 ritten per dag.

## Bezienswaardigheden

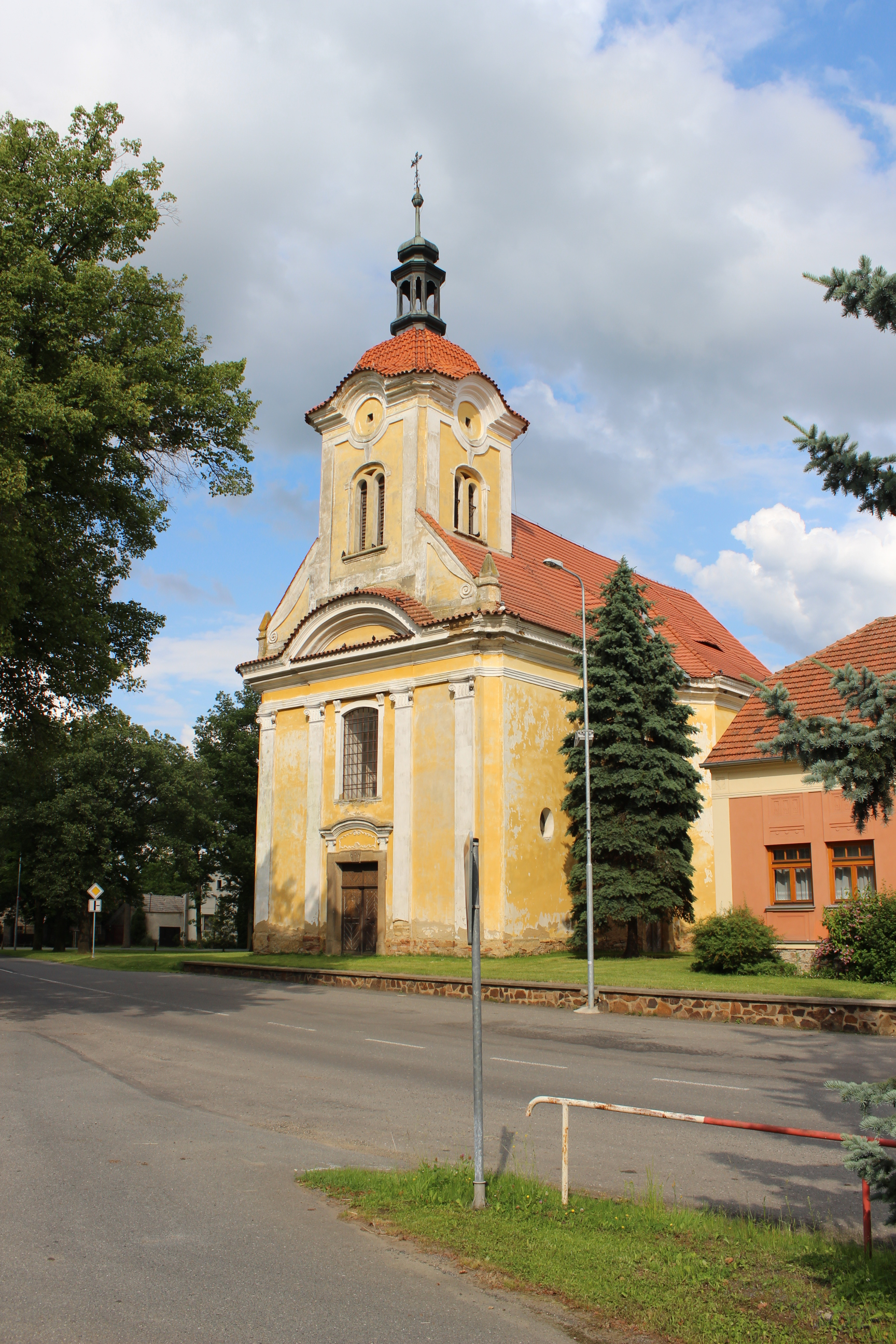
Sint-Catharinakerk

### Sint-Catharinakerk
Sint-Catharinakerk, gelegen aan het dorpsplein naast het postkantoor en gemeentehuis. De kerk is gebouwd in 1776 met de hulp van Karl Egon Fürsternberg (een van de heren van Křivoklát). Eerder al stond er op die locatie een kapel toegewijd aan Sint-Vojtěch. De kerk werd ingewijd op 19 september 1785, maar is tegenwoordig buiten gebruik. Het gebouw werd in 1990 herbouwd.
Andere bezienswaardigheden binnen de gemeente Pavlíkov zijn:
- Het kasteel in het dorp Skřivan
- De historische klokkentoren in het dorp Ryšín
- Het museum van historische motorfietsen

## Fotogalerij

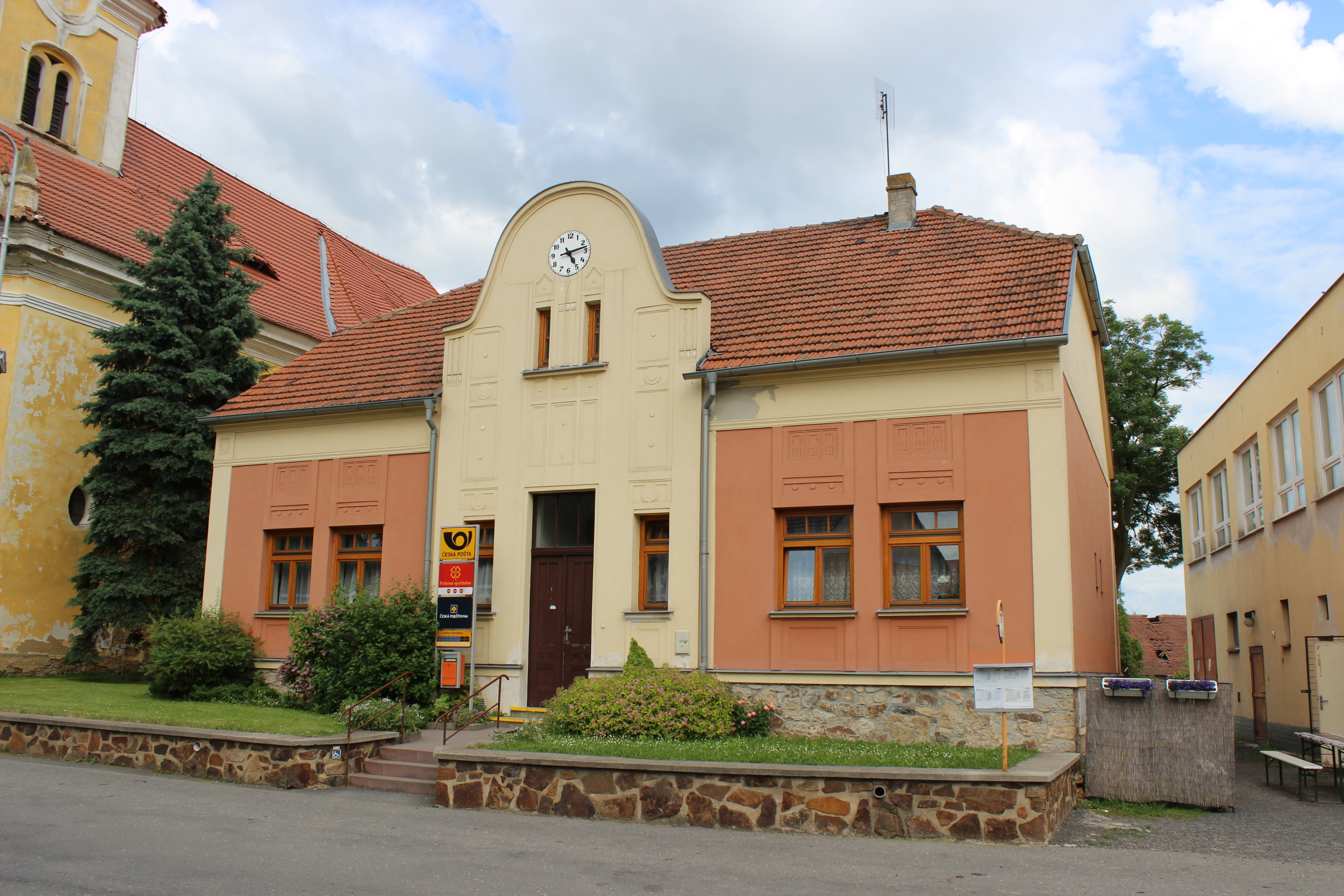
Postkantoor van Pavlíkov
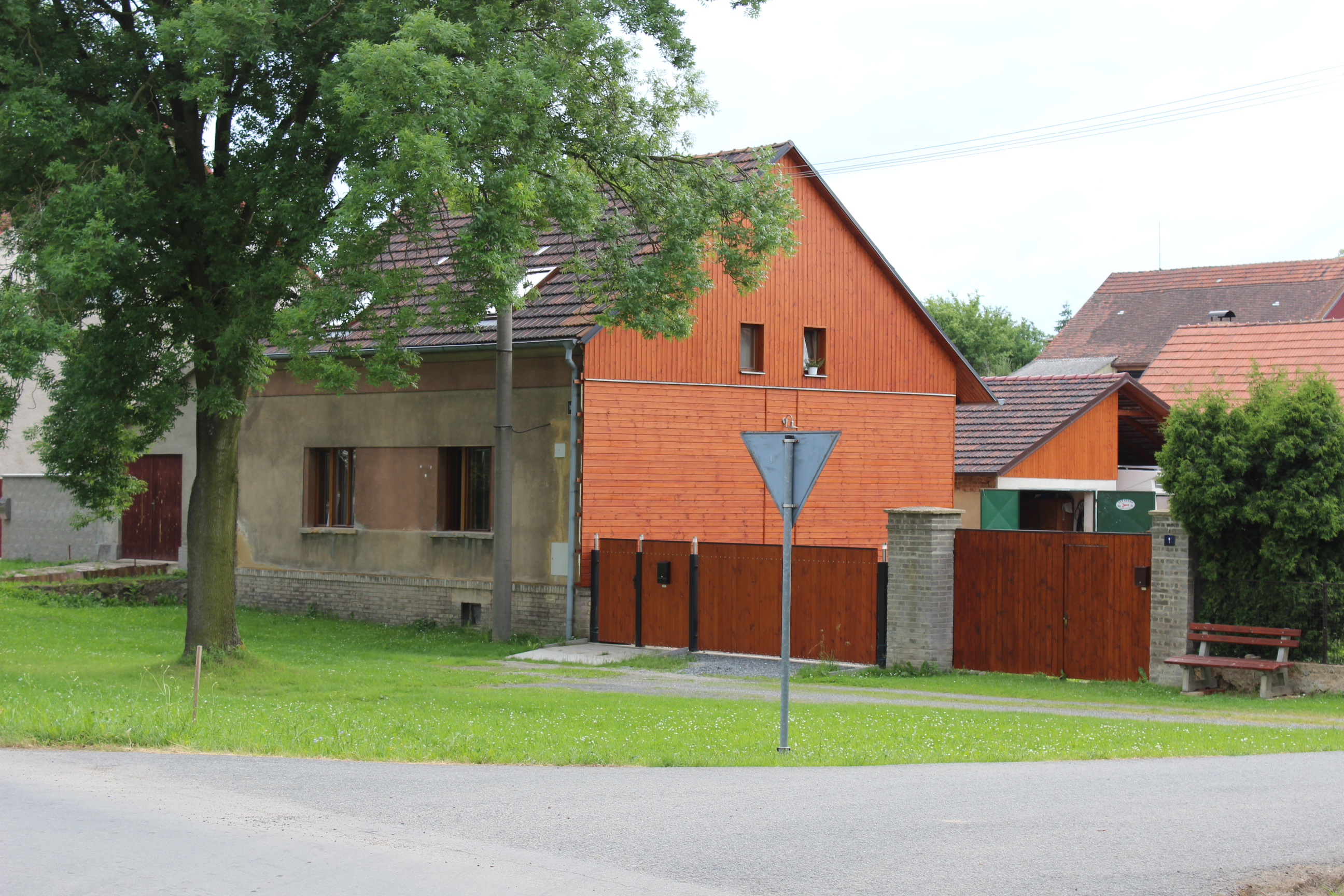
Huis in Pavlíkov
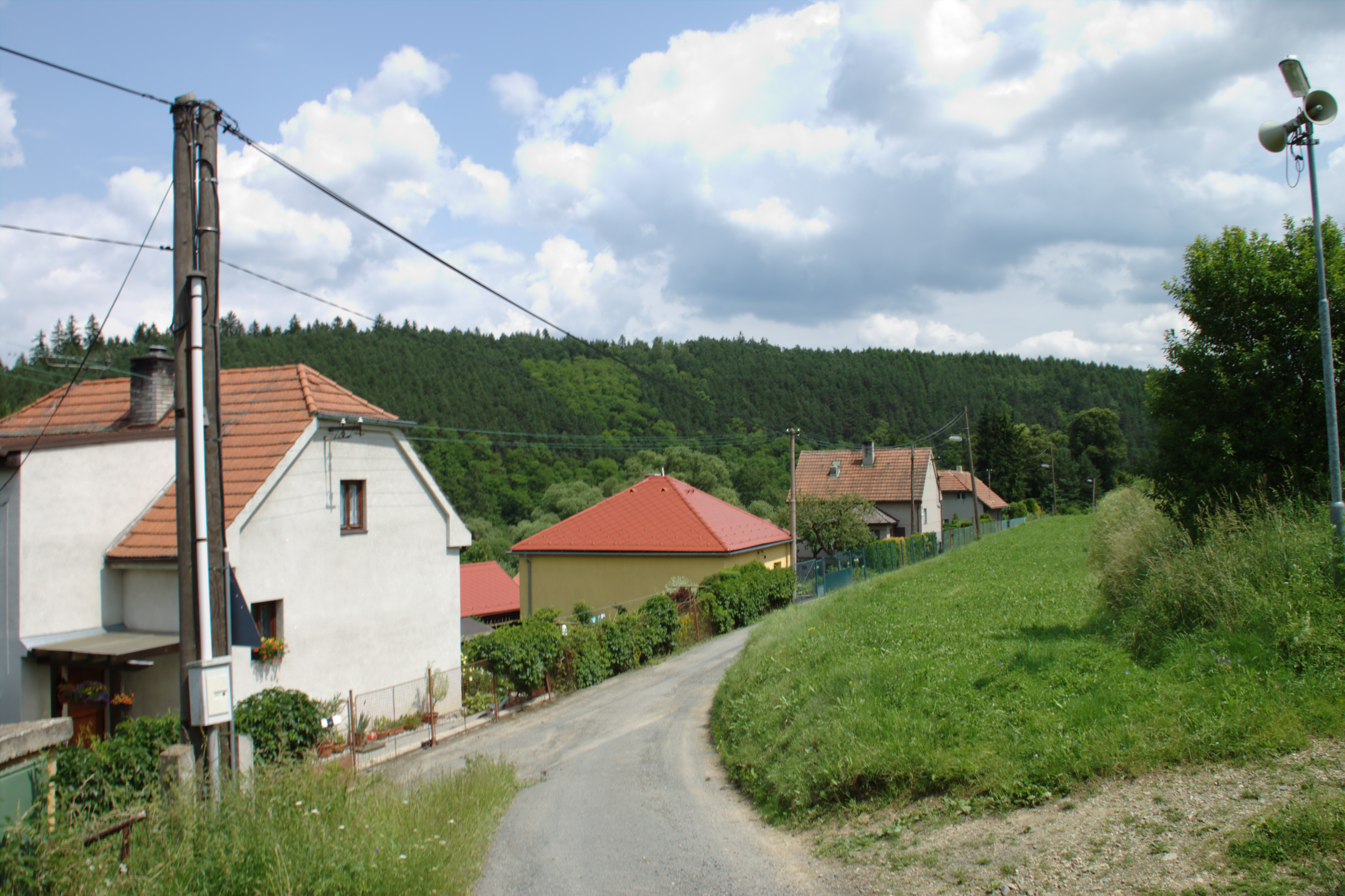
Heuvel in Ryšín
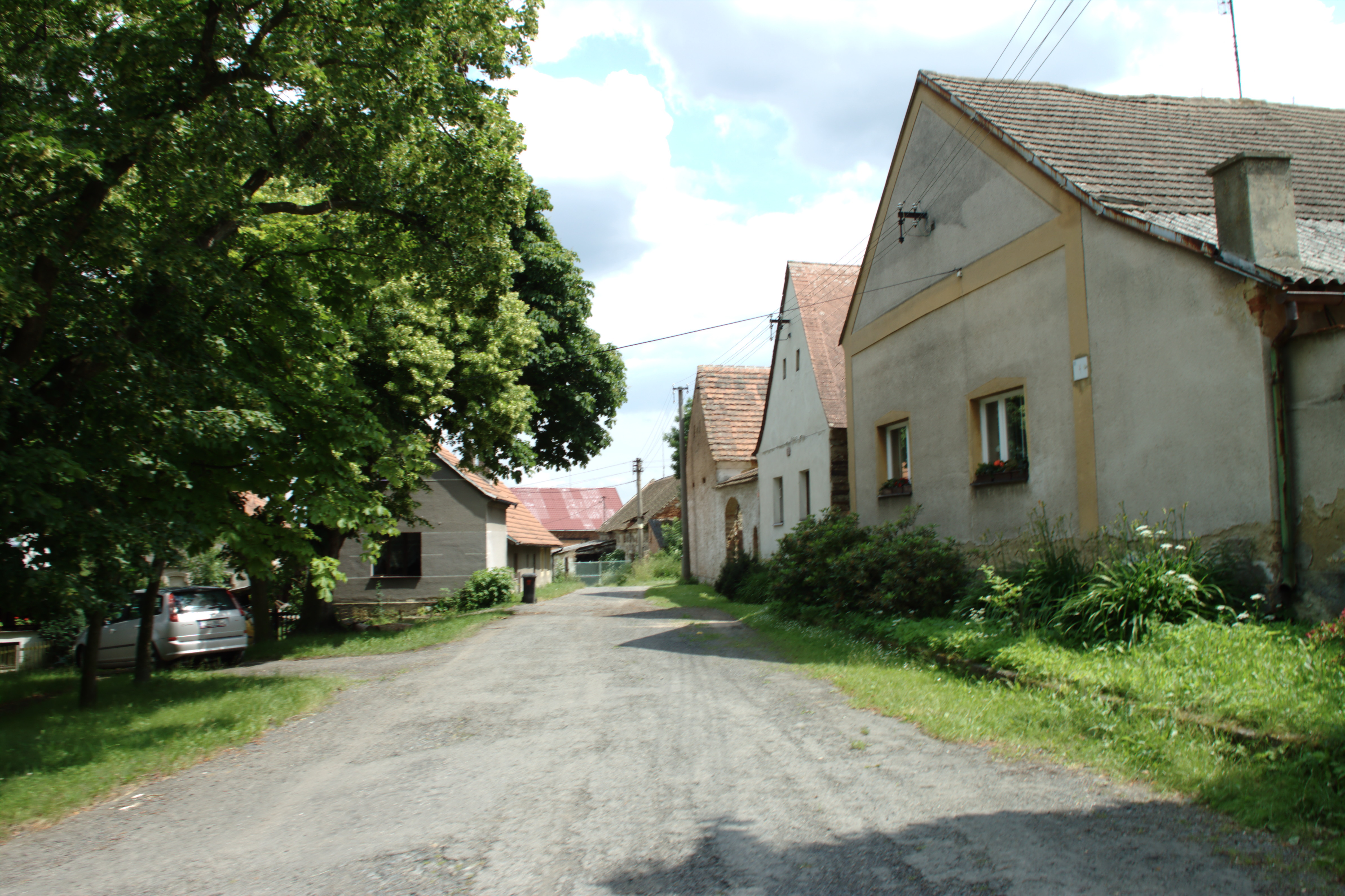
Straat in Chlum
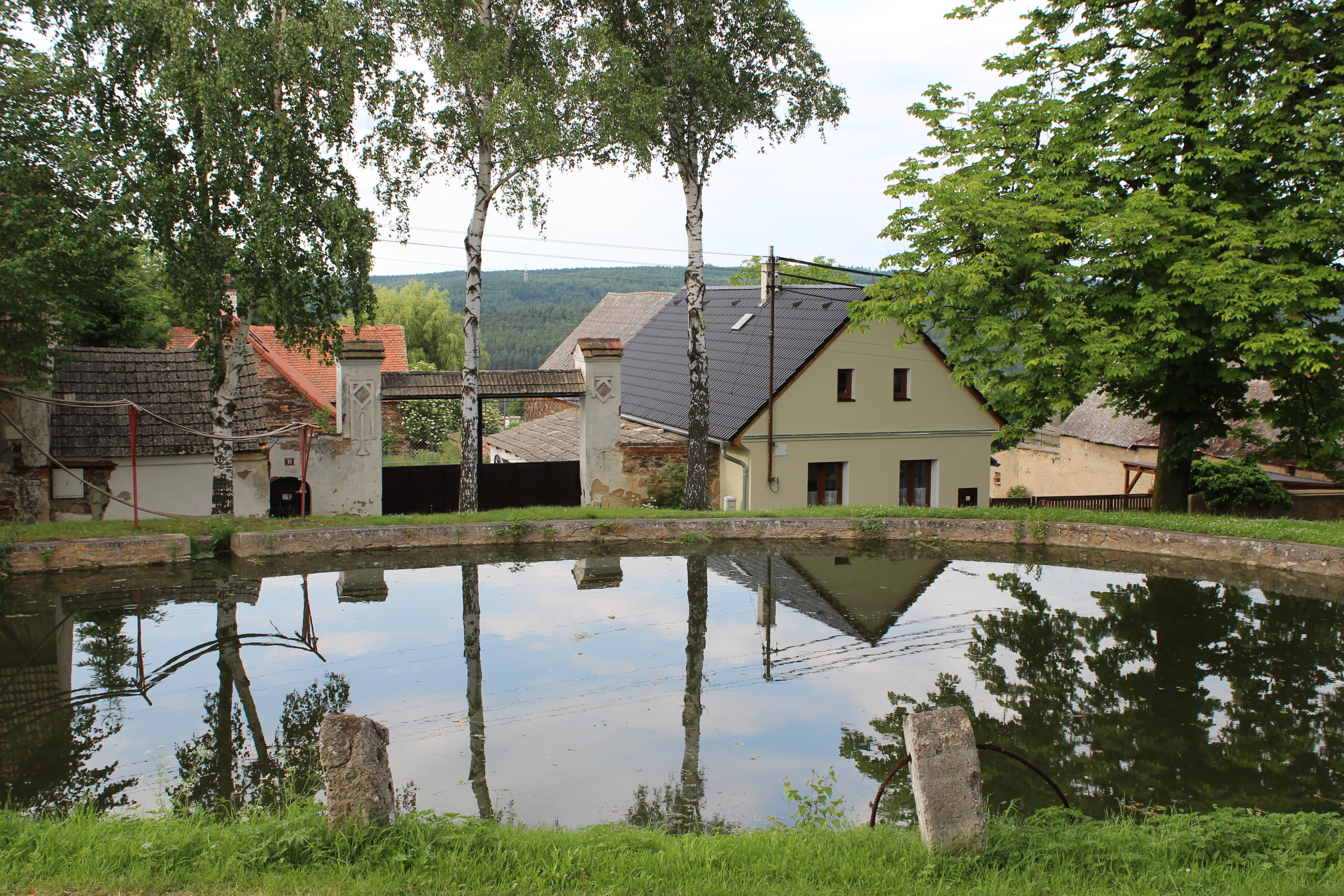
Stuwmeer in Chlum
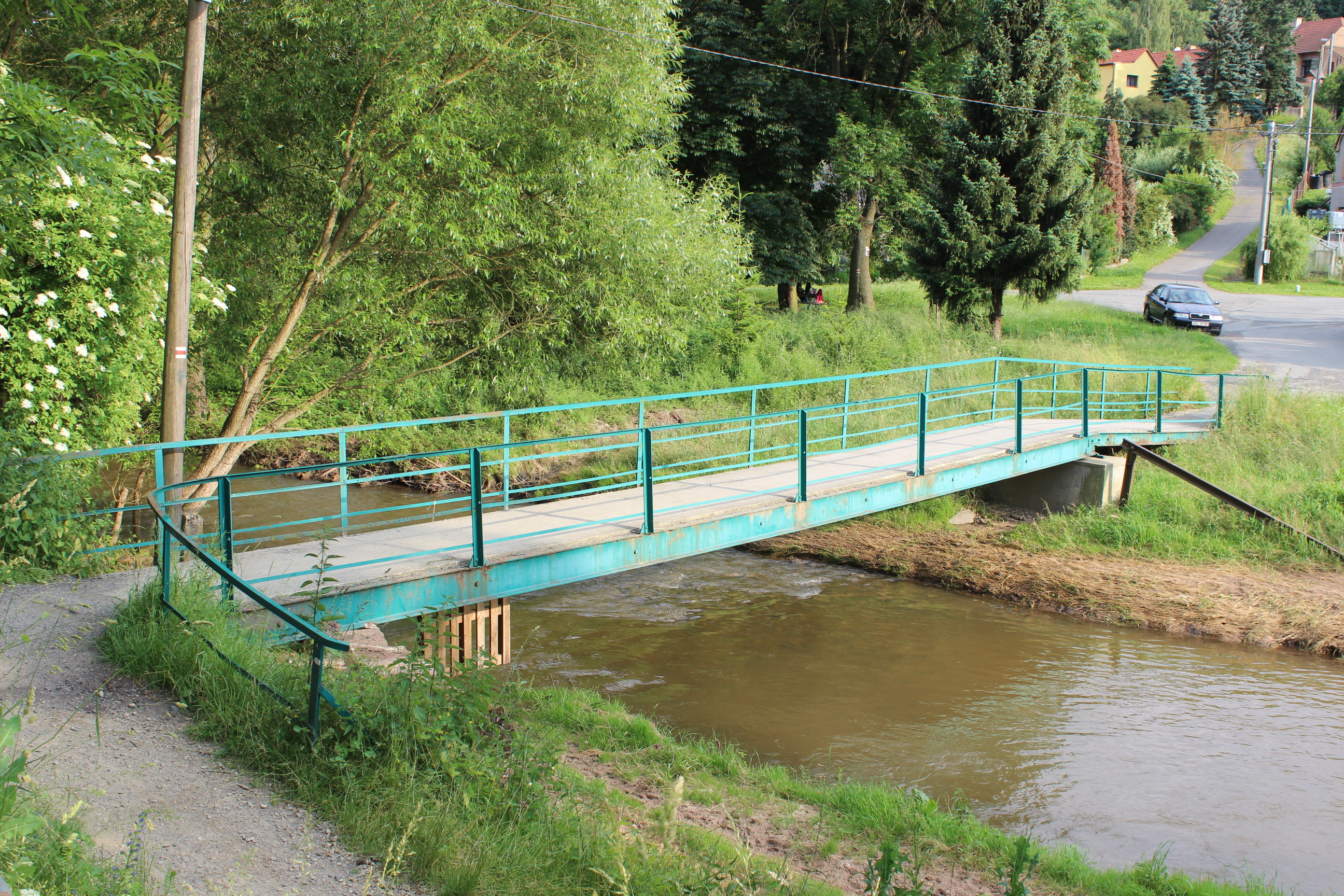
Toegangsbrug naar station Chlum u Rakovníka
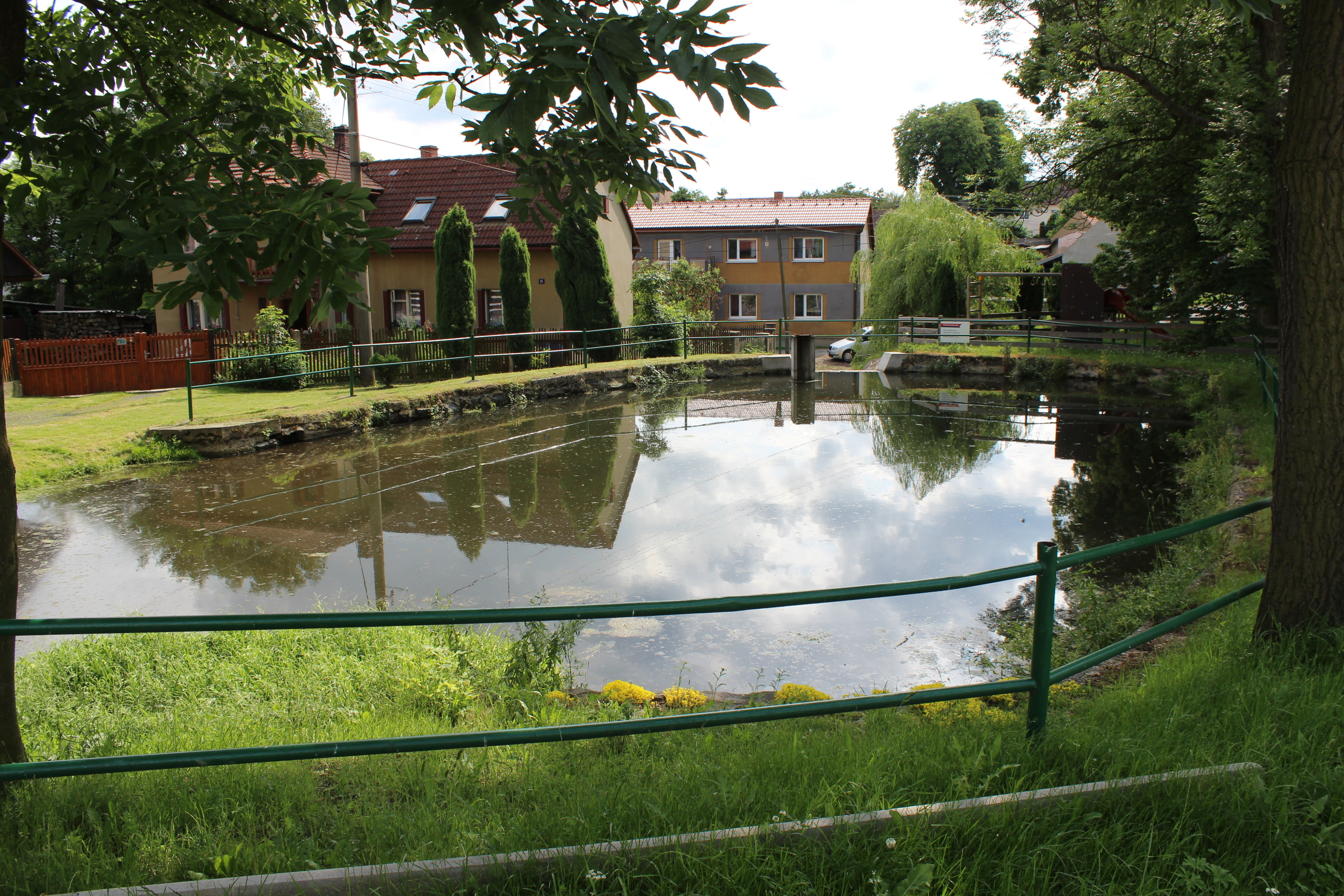
Reservoir in Skřivaň
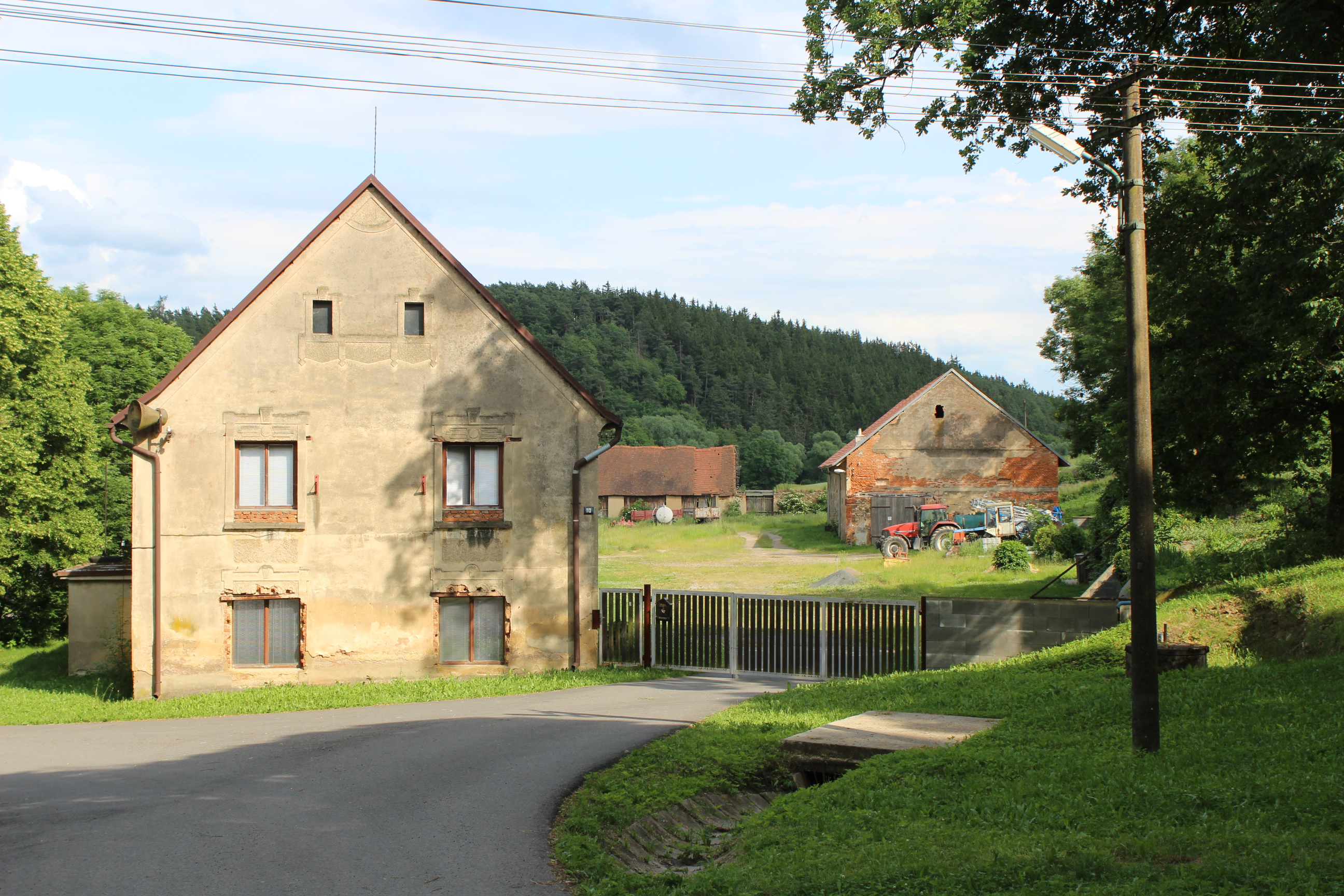
Boerderij in Tytry
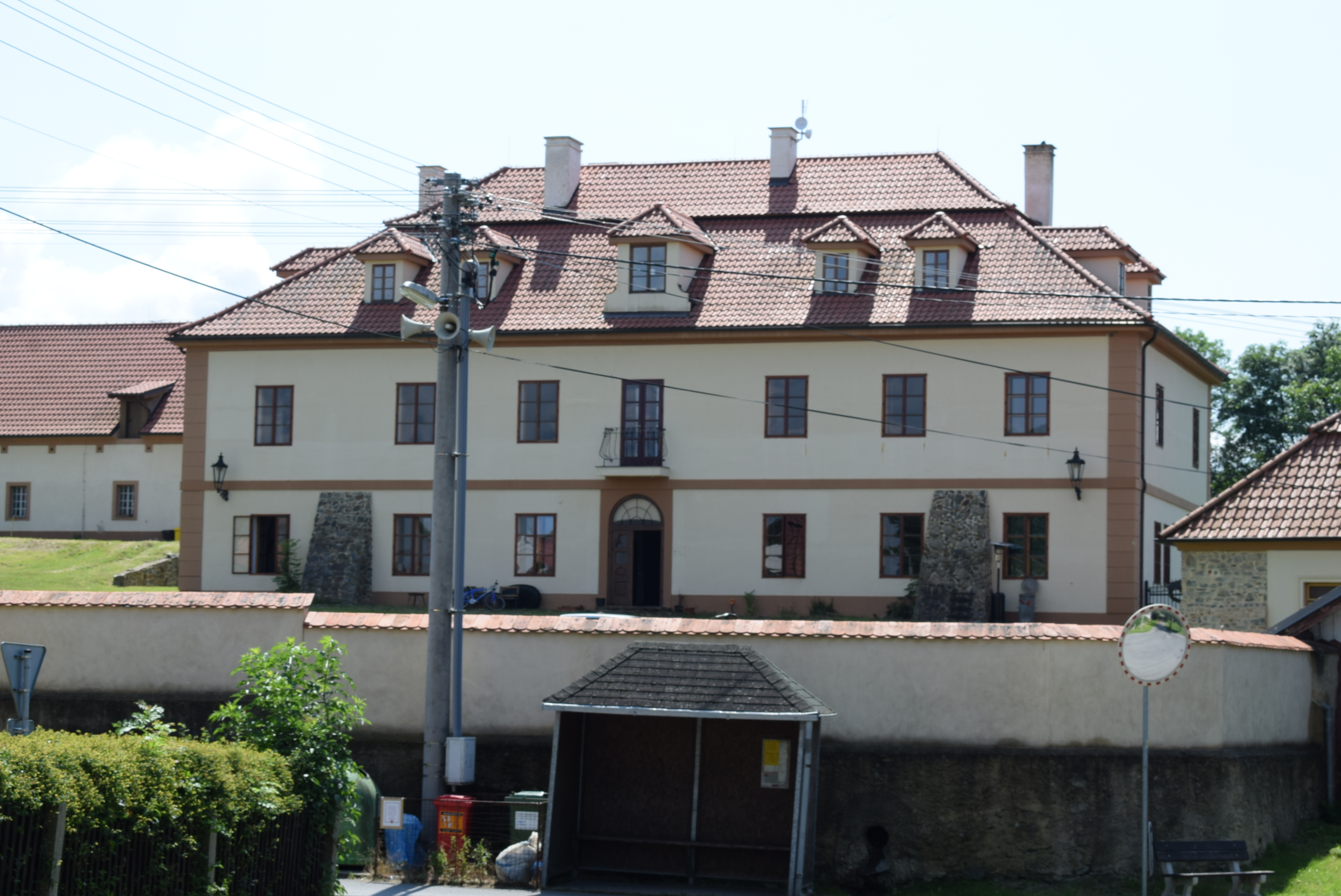
16e-eeuws gebouw in Skřivaň
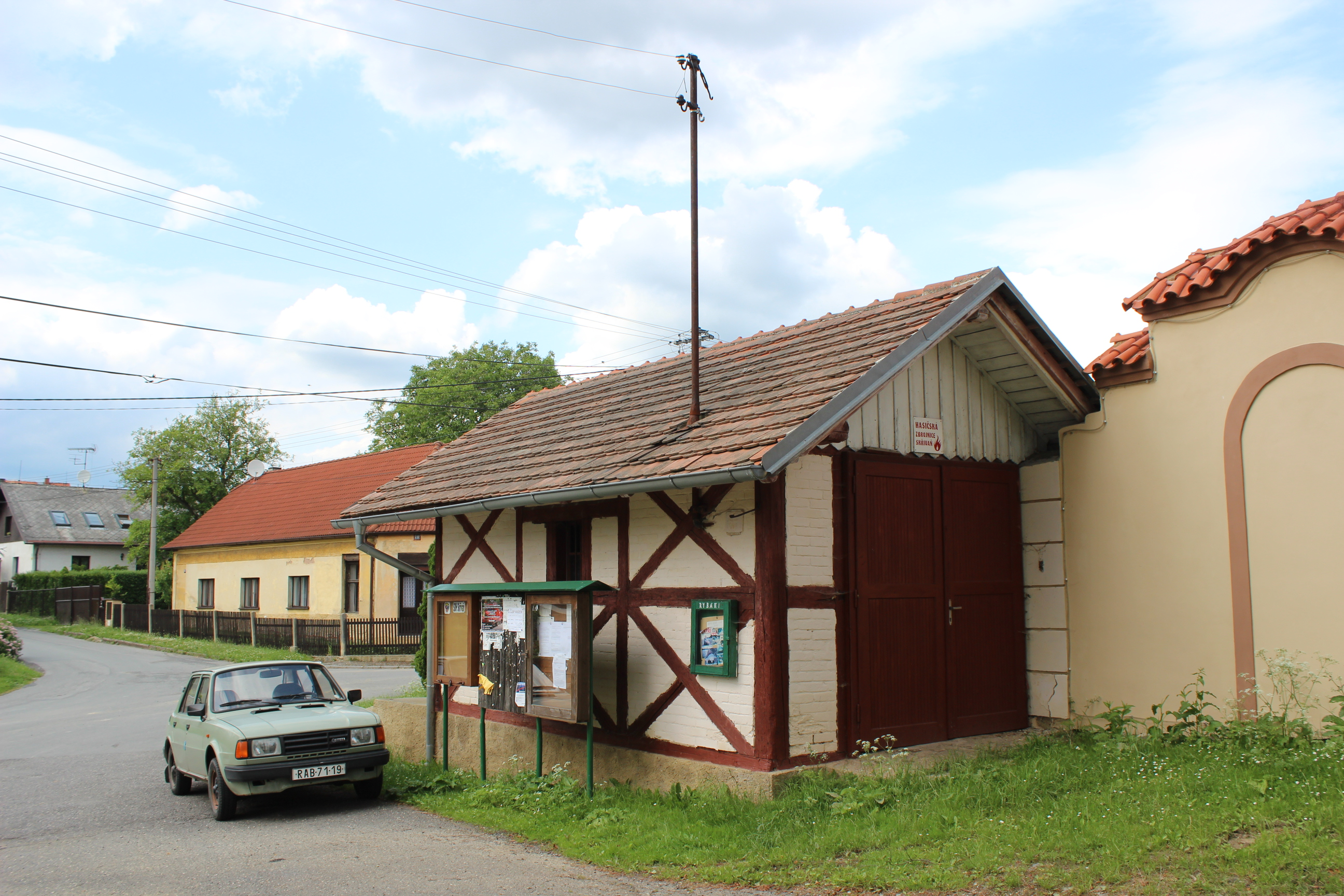
Brandweerkazerne in Skřivaň